# Рік п'яти імператорів
Рік п'яти імператорів — 193 рік нашої ери, впродовж якого п'ятеро претендентів проголошували себе римськими імператорами: Пертінакс, Дідій Юліан, Песценній Нігер, Клодій Альбін і Септимій Север.

## Вбивство Коммода
Римський імператор Коммод був дуже своєрідним правителем; брав участь в гладіаторських боях, мав у своєму гаремі не тільки жінок, але і хлопчиків. Як пишуть його сучасники, «він перепробував всі форми розпусти». Часто він взагалі не займався державними справами і занурювався в себе. Це викликало невдоволення багатьох, і 30 грудня 192 р. до нього на бенкет з нагоди вступу на посаду консула зібралися змовники на чолі з рабом Нарцисом, підсипавши імператору в їжу отруту.

## Правління Пертінакса
Після загибелі Коммода імператором був проголошений один з учасників змови — Пертінакс. Він був першим імператором з вільновідпущеників. Незважаючи на вік, а йому було за 60 років, Пертінакс виявив велику енергію. Хліборобам він дозволив займати стільки землі, скільки вони зможуть обробити. Імператор скасував усі мита й податки, створені при тиранії для отримання великих коштів і встановив вільні порядки. Проте реформи не подобалися військовим, яких, як вони вважали, урізали в правах. Піком невдоволення стала страта декількох офіцерів, які готували замах на імператора. У березні 193 року Пертінакс, після 80-денного правління, був убитий легіонерами.

## Воцаріння Юліана
Легіонери вирішили обрати імператором того, хто заплатить їм більше. Тесть Пертінакса — Сульпіціан запропонував кожному солдату по 20000 сестерціїв. Звістку про вибори імператора почув сенатор Дідій Юліан, вирішивши випробувати долю, запропонувавши солдатам по 25000 сестерціїв. Ця ціна не була перекрита, і в такий спосіб престол був вперше куплений за гроші. Під час правління Юліан не відзначився нічим особливим. Через те, що він не зміг розплатитися з легіонерами, на 66-й день правління він був заарештований у власному палаці. Імператор запропонував кожному по 30 000 сестерціїв, але у відповідь був убитий.

## Громадянська війна
Вже за правління Юліана імператором себе проголосив Септимій Север. Однак на сході проти нього виступив Песценній Нігер. Своє прізвисько він отримав від свого суперника Клодія Альбіна. Нігер мав сильну підтримку в Сирії та Єгипті, але був розгромлений і убитий при спробі втечі в Парфію. Цим скористався Клодій Альбін, спочатку виступаючи в союзі з Севером, зрадив його і в 196 р. за підтримки британських легіонів був проголошений Августом і в лютому 197 р. в битві з Севером був розгромлений і убитий. Після цього порядок в імперії був відновлений.